# Evangelisch-Reformierte Landeskirche des Kantons Luzern
Die Evangelisch-Reformierte Landeskirche des Kantons Luzern ist die reformierte Landeskirche im Kanton Luzern. Sie ist Mitglied der Evangelisch-reformierten Kirche Schweiz.

## Recht
Gemäss Art. 79 f. der Luzerner Kantonsverfassung vom 17. Juni 2007 ist die Evangelisch-reformierte Landeskirche des Kantons Luzern eine Körperschaft des kantonalen öffentlichen Rechts.
Organisation, Stimm- und Wahlrecht, Personalrecht und Festsetzung der Kirchensteuer erfolgen autonom durch kirchliche Erlasse. Die derzeit gültige Kirchenverfassung datiert vom 6. Dezember 2015, die Kirchenordnung vom 13. November 1996.

## Struktur

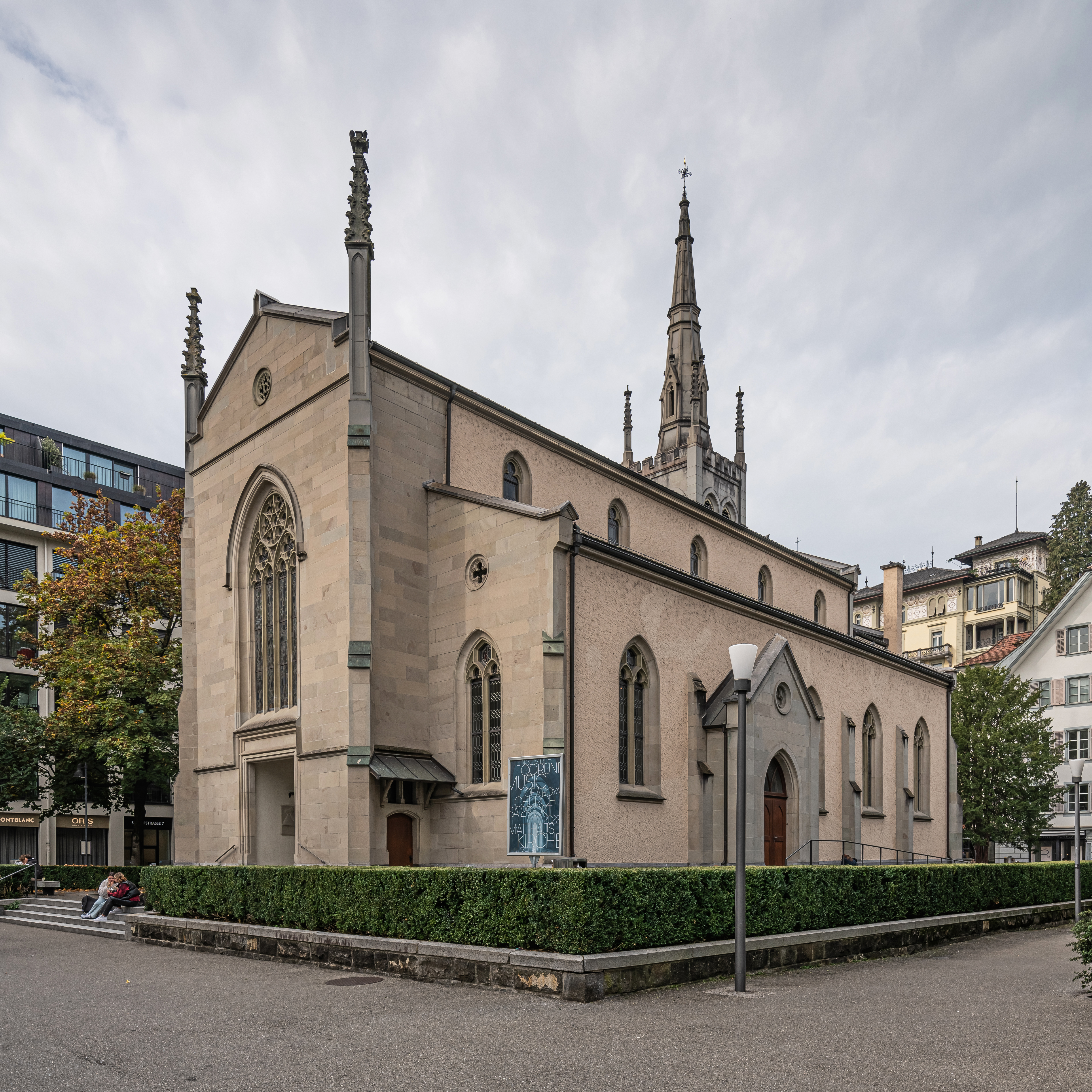
Matthäuskirche in Luzern

### Kirchgemeinden
Die Luzerner Kirche besteht aus zehn Kirchgemeinden. Das Exekutivorgan ist der Kirchenvorstand, das legislative die Kirchgemeindeversammlung, die in der Regel zweimal jährlich stattfindet. Speziell organisiert ist die Kirchgemeinde Luzern, die aus acht Teilkirchgemeinden besteht. Sie hat ein eigenes Kirchenparlament, den Grossen Kirchenrat.

### Landeskirche
Die Synode (Kirchenparlament) ist das legislative Organ der Landeskirche. Sie hat 60 Mitglieder, die vom Kirchenvolk gewählt werden. Die Synode wählt wiederum den Synodalrat, der die Geschäfte der Landeskirche führt und für den Vollzug der Beschlüsse verantwortlich ist. Der Luzerner Synodalrat hat fünf Mitglieder und wird von Lilian Bachmann präsidiert.

## Geschichte
Die Reformation konnte in der Innerschweiz nicht Fuss fassen; 1522 wurden die Reformierten vertrieben oder hingerichtet. Ein erster reformierter Gottesdienst fand erst wieder 1798 statt. 1827 wurde die damals noch privatrechtlich organisierte reformierte Kirchgemeinde Luzern gegründet. Eine zweite Gemeinde entstand 1886 in Willisau; es folgen Kirchlein in Sursee, Schüpfheim und Wolhusen.
Die öffentlich-rechtliche Evangelisch-Reformierte Kirche des Kantons Luzern wurde 1969 gegründet, gleichzeitig mit der Katholischen Kirche im Kanton Luzern.